# Reinier Suárez
Reinier Suárez Andina (15 luglio 1979) è uno schermidore cubano.

## Palmarès
In carriera ha conseguito i seguenti risultati:
- Giochi Panamericani:

Santo Domingo 2003: argento nel fioretto a squadre e bronzo individuale.